# Novara Calcio
Novara Calcio este un club de fotbal din Novara, Italia, care evoluează în Lega Pro.

## Lotul curent
La 11 iuli 2011
| Nr. |          | Poziție | Jucător             |
| --- | -------- | ------- | ------------------- |
| 1   | Albania  | P       | Samir Ujkani        |
| 2   | Italia   | F       | Mavillo Gheller     |
| 3   | Germania | F       | Giuseppe Gemiti     |
| 4   | Italia   | F       | Andrea Lisuzzo      |
| 5   | Italia   | F       | Carlalberto Ludi    |
| 7   | Elveția  | M       | Rijat Shala         |
| 8   | Italia   | A       | Simone Motta        |
| 9   | Italia   | A       | Raffaele Rubino     |
| 10  | Italia   | M       | Marco Rigoni        |
| 12  | Italia   | P       | Ettore Steni        |
| 13  | Italia   | F       | Alberto Cossentino  |
| 14  | Elveția  | F       | Michel Morganella   |
| 17  | Italia   | M       | Filippo Porcari     |
| 18  | Italia   | M       | Francesco Marianini |
| 20  | Italia   | M       | Alex Pinardi        |

| Nr. |           | Poziție | Jucător                                  |
| --- | --------- | ------- | ---------------------------------------- |
| 23  | Italia    | M       | Manuel Scavone                           |
| 26  | Brazilia  | M       | Juliano Vicentini                        |
| 30  | Italia    | F       | Matteo Centurioni                        |
| 31  | Italia    | P       | Alberto Maria Fontana                    |
| 32  | Franța    | F       | Jean-Christophe Coubronne                |
| 33  | Franța    | A       | Laurent Lanteri                          |
| 34  | Franța    | F       | Guillaume Gigliotti                      |
| 35  | Albania   | A       | Reinhard Abdi                            |
| 39  | Italia    | M       | Francesco Evola                          |
| —   | Italia    | M       | Christian Jidayi                         |
| —   | Australia | A       | Christian Esposito                       |
| —   | Italia    | F       | Massimo Paci                             |
| —   | Italia    | A       | Riccardo Meggiorini (on loan from Genoa) |
| —   | Italia    | M       | Andrea Mazzarani (on loan from Udinese)  |
| —   | Japonia   | A       | Takayuki Morimoto                        |